# Chi Sơn tra

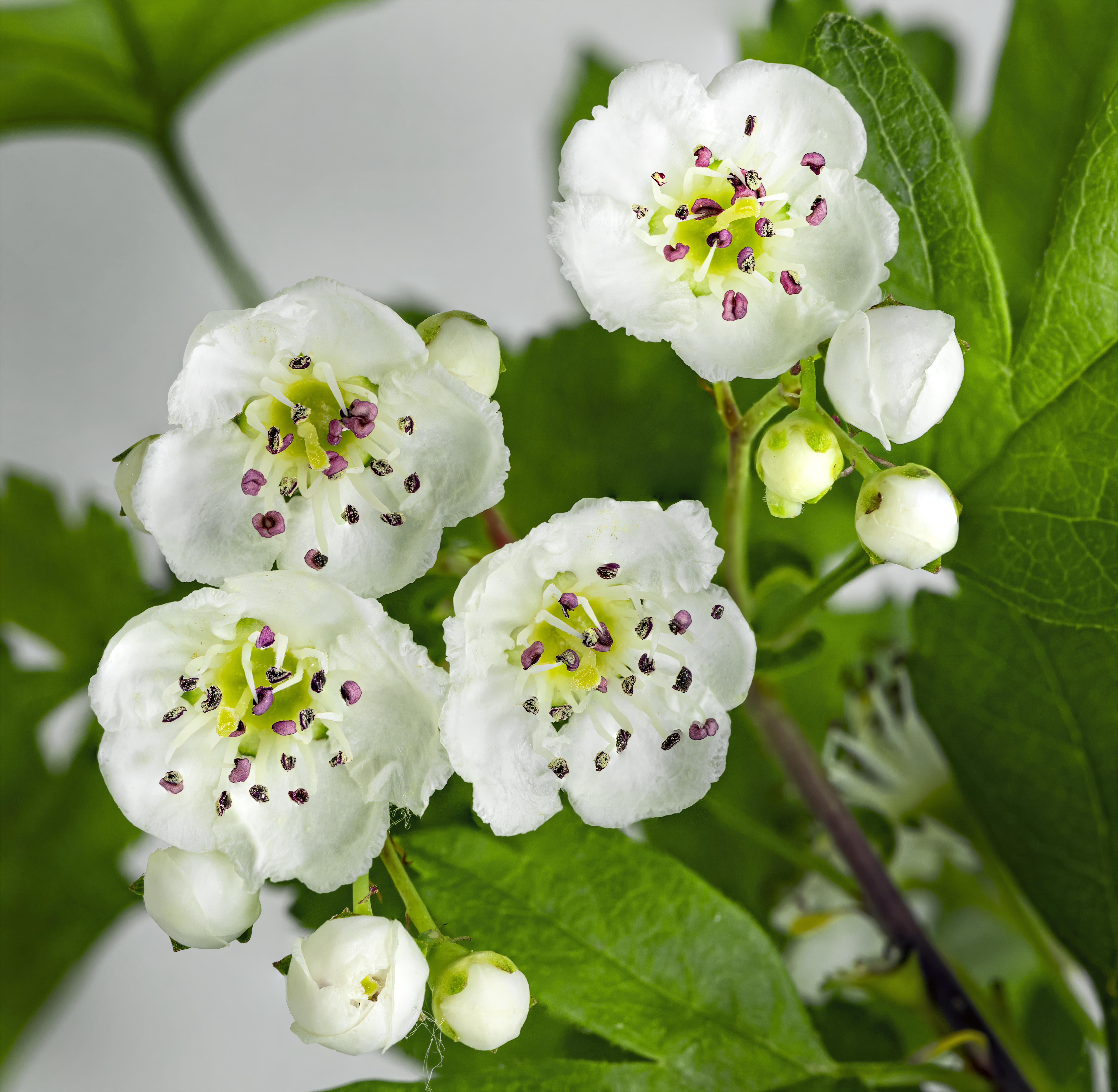
Sơn tra thông thường (hình chụp gần của hoa)

Chi Sơn tra hay chi Táo gai (danh pháp khoa học: Crataegus), một số tài liệu in sai là sơn trà hoặc đào gai, là một chi lớn chứa các loài cây bụi và cây gỗ trong họ Hoa hồng (Rosaceae), có nguồn gốc ở khu vực ôn đới Bắc bán cầu tại châu Âu, châu Á và Bắc Mỹ.
Chúng là các loại cây bụi hay cây gỗ nhỏ, cao khoảng 5–15 m, với đặc trưng là các quả nhỏ dạng quả táo và các cành nhiều gai. Ở các cây non, vỏ nhẵn màu xám, phát triển thành các vết nứt nông chạy theo chiều dọc thân cây với các gợn hẹp ở các cây già. Quả của chúng đôi khi cũng được gọi là "quả táo gai". Các gai mọc ở các cành, thông thường dài 1–3 cm. Lá sắp xép theo kiểu vòng xoắn trên các cành dài, và mọc thành cụm trên các cành non. Lá có thùy hay mép răng cưa và hơi khác nhau một chút về hình dạng ở các loài.
Số lượng các loài trong chi phụ thuộc vào cách diễn giải phân loại, với hàng loạt tiểu loài sản sinh vô tính; một số nhà thực vật học công nhận tới trên 1.000 loài, trong khi các nhà thực vật học lại giảm số lượng xuống còn khoảng 200 hay ít hơn.
Các loài sơn tra cung cấp thức ăn và nơi trú ngụ cho nhiều loài chim và động vật có vú, còn hoa của chúng là quan trọng đối với nhiều loài côn trùng ăn mật. Sơn tra cũng bị ấu trùng của một lượng lớn các loài côn trùng thuộc bộ Cánh vẩy (Lepidoptera) phá hại - xem Danh sách các loài cánh vẩy phá hại sơn tra.
Nhiều loài và nhiều giống lai ghép được sử dụng làm cây cảnh hay cây trồng ven đường. Cây sơn tra thông thường được sử dụng rộng rãi tại châu Âu làm hàng rào. Một vài giống trồng của sơn tra trung du (C. laevigata) cũng đã được chọn lựa vì màu hoa đỏ hay hồng của chúng. Các loài sơn tra cũng thuộc nhóm các cây được ưa thích cho việc trồng tại các cảnh quan bảo tồn nước.

## Một số loài

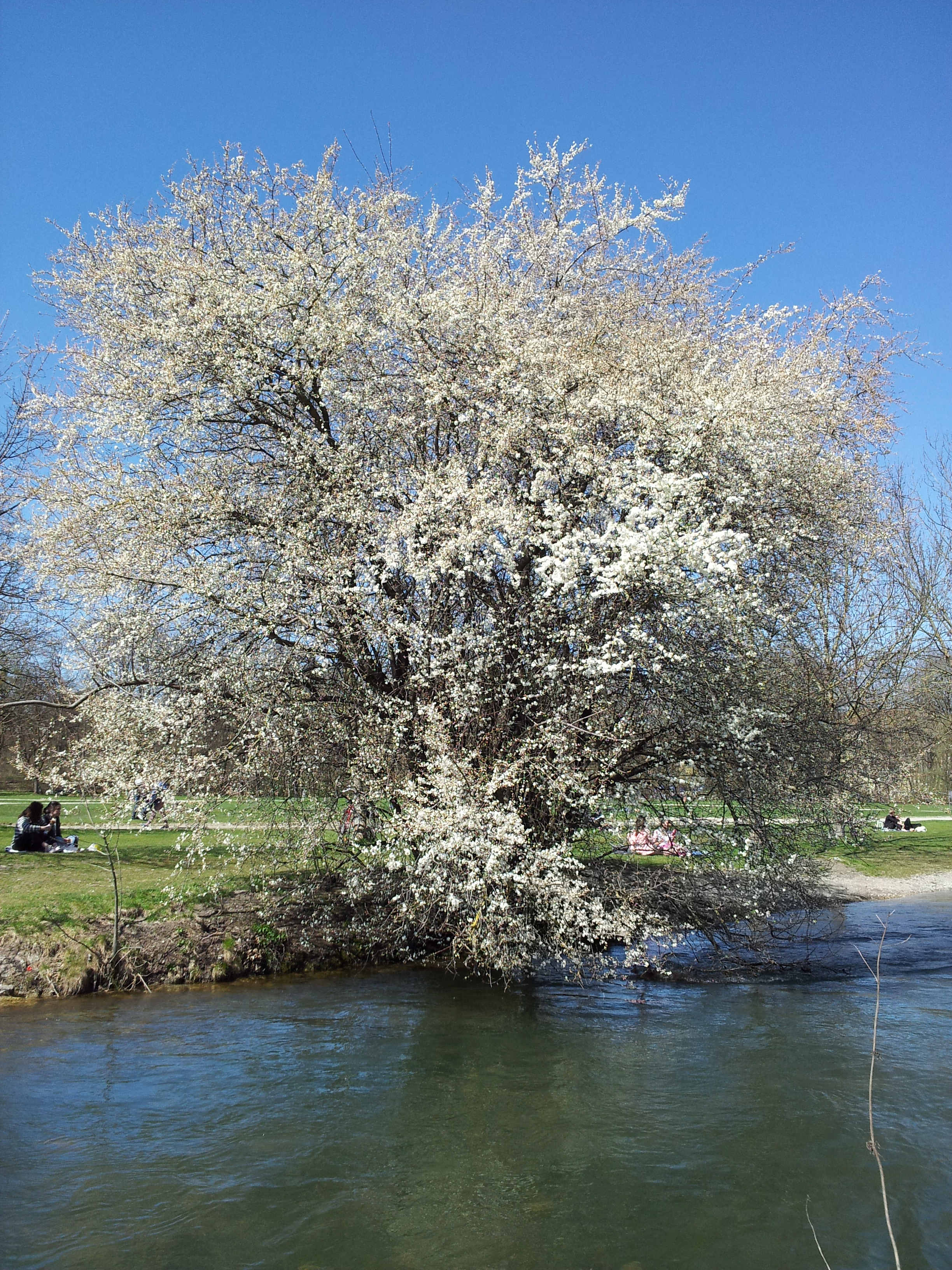
Sơn tra tại rạch Schwabing, Englischer Garten, München

| - Crataegus aemula – Sơn tra Rome - Crataegus aestivalis – Táo gai tháng Năm - Crataegus altaica – Táo gai Altai - Crataegus ambigua – Sơn tra Nga - Crataegus ambitiosa – Táo gai Grand Rapids - Crataegus anamesa – Táo gai pháo đài Bend - Crataegus ancisa – Táo gai Mississippi - Crataegus annosa – Táo gai Phoenix City - Crataegus apiifolia – Táo gai lá mùi tây - Crataegus apiomorpha – Táo gai pháo đài Sheridan - Crataegus aprica - Crataegus arborea – Táo gai Montgomery - Crataegus arcana – Táo gai Carolina - Crataegus arkansana – Táo gai Arkansas - Crataegus arnoldiana - Crataegus arrogans – Táo gai Dixie - Crataegus ater – Táo gai Nashville - Crataegus austromontana – Táo gai thung lũng Head - Crataegus azarolus – Táo gai Azarole - Crataegus biltmoreana - Crataegus boyntonii - Crataegus brachyacantha - Crataegus calpodendron – Táo gai đen - Crataegus canbyi - Crataegus champlainensis - Crataegus chlorosarca - Crataegus chrysocarpa - Crataegus coccinoides - Crataegus collina - Crataegus columbiana - Crataegus compta - Crataegus crus-galli – Táo gai cựa gà - Crataegus cuneata – Sơn tra Nhật Bản - Crataegus cupulifera - Crataegus dahurica - Crataegus diffusa - Crataegus douglasii – Táo gai đen - Crataegus dsungarica - Crataegus dunbarii - Crataegus ellwangeriana - Crataegus erythropoda - Crataegus flabellata - Crataegus flava – Sơn tra quả vàng | - Crataegus fontanesiana - Crataegus heldreichii - Crataegus henryi - Crataegus heterophylla – Táo gai lá lạ - Crataegus holmesiana - Crataegus hupehensis - Crataegus intricata – Táo gai bụi - Crataegus jackii - Crataegus jonesiae - Crataegus laevigata (đồng nghĩa C. oxyacantha) – Táo gai trung du- Táo gai Anh - Crataegus lavallei (đồng nghĩa C.Carrierei)- Táo gai Carriere - Crataegus mackenzii - Crataegus macrosperma - Crataegus marshalli – Táo gai lá mùi tây - Crataegus maximowiczii - Crataegus mercerensis - Crataegus missouriensis - Crataegus mollis – Táo gai đồi - Crataegus monogyna – Sơn tra thông thường - Crataegus nigra – Sơn tra Hungary - Crataegus oliveriana - Crataegus orientalis - Crataegus pedicellata - Crataegus pentagyna - Crataegus peregrina - Crataegus phaenopyrum – Sơn tra Washington - Crataegus pinnatifida – Sơn tra Trung Hoa - Crataegus pruinosa – Táo gai chịu sương - Crataegus pubescens (đồng nghĩa C. stipulacea) – Sơn tra Mexico - Crataegus punctata – Táo gai đốm - Crataegus puntamiana - Crataegus rhipidophylla (đồng nghĩa C. rodiformis hay C. curvisepala) - Crataegus rivularis - Crataegus saligna - Crataegus sanguinea – Sơn tra quả đỏ - Crataegus spathulata - Crataegus submollis - Crataegus succulenta – Táo gai nhiều cùi thịt - Crataegus tanacetifolia - Crataegus triflora - Crataegus uniflora - Crataegus viridis – Táo gai xanh - Crataegus wattiana - Crataegus wilsonii |

## Sử dụng

### Ẩm thực
Quả của loài Crataegus pinnatifida (sơn tra Trung Hoa) có vị chua, màu đỏ tươi, trông tương tự như quả táo tây dại nhỏ. Chúng được dùng để làm nhiều loại đồ ăn nhẹ kiểu Trung Hoa, bao gồm sơn tra bính (山楂饼 - bánh sơn tra) và đường hồ lô (糖葫芦). Quả của nó được gọi là 山楂 (sơn tra) trong tiếng Trung, còn được dùng làm mứt, kẹo thạch, nước quả, đồ uống chứa cồn và nhiều loại đồ uống khác. Tại Hàn Quốc, một loại rượu mùi gọi là sansachun (산사춘) được sản xuất từ quả sơn tra
Quả của Crataegus pubescens được biết đến tại México là tejocotes và được ăn ở dạng tươi, đã nấu hay dạng mứt trong các tháng mùa đông. Chúng cũng được nhồi vào piñata để đập ra trong các bữa tiệc đêm vọng Lễ Giáng Sinh gọi là posadas. Chúng cũng được nấu với các loại quả khác để chuẩn bị tiệc rượu pân trong lễ Giáng sinh. Hỗn hợp của bột nhão tejocote, đường, bột ớt dùng để làm một loại kẹo phổ biến của Mexico gọi là rielitos, với một vài thương hiệu hiện đang sản xuất.
Tại miền nam Hoa Kỳ quả của 3 loài bản địa được gọi chung là Mayhaw (táo gai tháng Năm) và được làm thành các loại kẹo thạch và được coi là món ăn ngon.
Lá sơn tra cũng ăn được, và nếu thu hái trong khoảng thời gian mới ra lá (tháng 4-5 ở khu vực ôn đới) thì chúng đủ mềm để trộn lẫn trong các món xà lách.

### Y học

#### Đông y
Trong y học cổ truyền, Sơn tra được dùng để chữa trị chứng đầy bụng ăn không tiêu, đau bụng, tiêu chảy, đau bụng do ứ huyết sau khi sinh, chữa cao huyết áp.
Quả khô của Crataegus pinnatifida được dùng trong y học thiên nhiên liệu pháp và y học cổ truyền Trung Hoa, chủ yếu là trợ giúp tiêu hóa. Loài tương tự Crataegus cuneata (sơn tra Nhật Bản, gọi là sanzashi trong tiếng Nhật) cũng được sử dụng như vậy.

#### Tây y
Các loài khác (đặc biệt là Crataegus laevigata) được sử dụng trong y học cổ truyền phương Tây, vì nó có tác dụng tốt cho các chức năng tim mạch. Do có tác dụng trên cơ tim, nên sơn tra ngày nay trong y học phương Tây được sử dụng trong các trường hợp suy tim và giúp tăng hoạt động của cơ tim. Công dụng Sơn tra được chỉ định trong các trường hợp: Suy tim độ I và II, đau thắt ngực, tim người cao niên, nhịp tim chậm.
Gần đây, việc sử dụng này cũng đã được các nhà dược thảo học Trung Hoa đề cập và chấp nhận. Chúng cũng được dùng để hạ huyết áp và điều trị một số bệnh tim mạch khác.

### Khác
Gỗ của một vài loài sơn tra, táo gai là rất cứng và chống chịu được sự mục nát. Tại khu vực nông thôn Bắc Mỹ người ta dùng gỗ này để làm chuôi (cán) công cụ và trụ hàng rào.

## Văn hóa dân gian
Tập quán lấy các cành đang ra hoa để trang trí vào ngày 1 tháng 5 tại Anh có nguồn gốc từ rất lâu đời; nhưng kể từ khi người ta dùng lịch Gregory vào năm 1752, thì cây này rất ít khi ra nhiều hoa vào đúng ngày này, thông thường chỉ vào tuần thứ hai của tháng này (lý do là lịch cũ được áp dụng là lịch Julius hiện nay chậm hơn so với lịch Gregory khoảng 2 tuần). Tại vùng cao nguyên Scotland thì hoa có thể còn ra muộn hơn, tới tận giữa tháng 6. Táo gai còn được coi là biểu tượng của hi vọng và các cành của nó được coi là đã được những người Hy Lạp cổ đại đem theo trong các đám cưới, cũng như để trang điểm cho án thờ Hymenaios. Giả thuyết cho rằng cây này là nguồn tạo ra vòng gai của Jesus đã làm gia tăng sự chắc chắn về truyền thống hiện tại trong nông dân Pháp rằng nó tạo ra những tiếng kêu rên rỉ và tiếng khóc vào Ngày thứ sáu tốt lành và có lẽ cũng của sự mê tín truyền thống tại Vương quốc Anh và Ireland rằng điều không may mắn xảy ra khi nhổ gốc cây sơn tra. Các cành của táo gai Glastonbury (C. oxyacantha thứ praecox), ra hoa cả trong tháng 12 lẫn trong mùa xuân, trước đây được đánh giá cao tại Anh, dựa trên truyền thuyết cho rằng cây này nguyên thủy là quyền trượng của Joseph Arimathea.
Trong truyền thuyết của người Celt, sơn tra được sử dụng cùng với thanh tùng và táo trong các chữ Run. Người ta cho rằng nó dùng để hàn gắn trái tim tan vỡ.

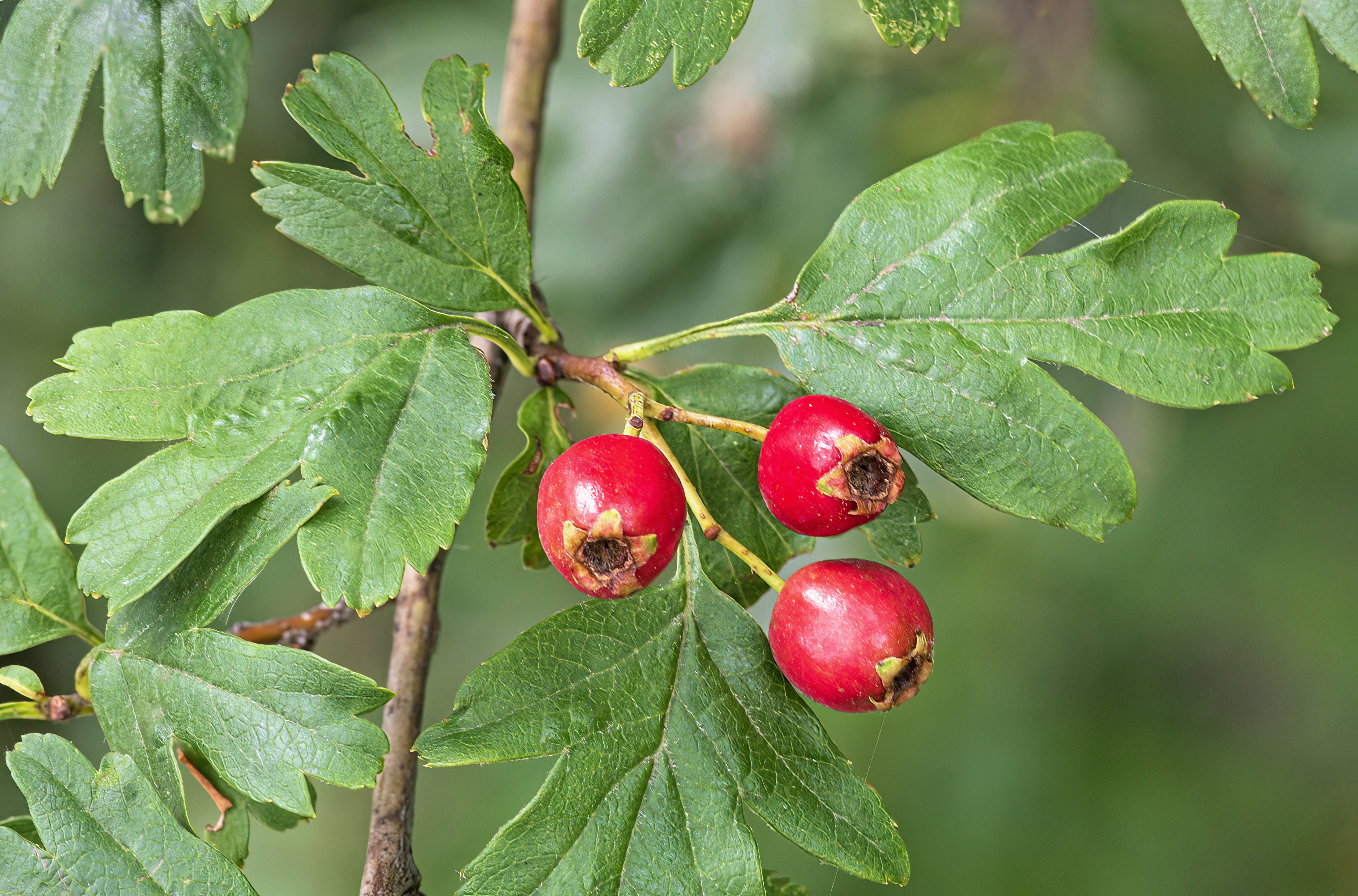
Quả sơn tra thông thường (C. monogyna)
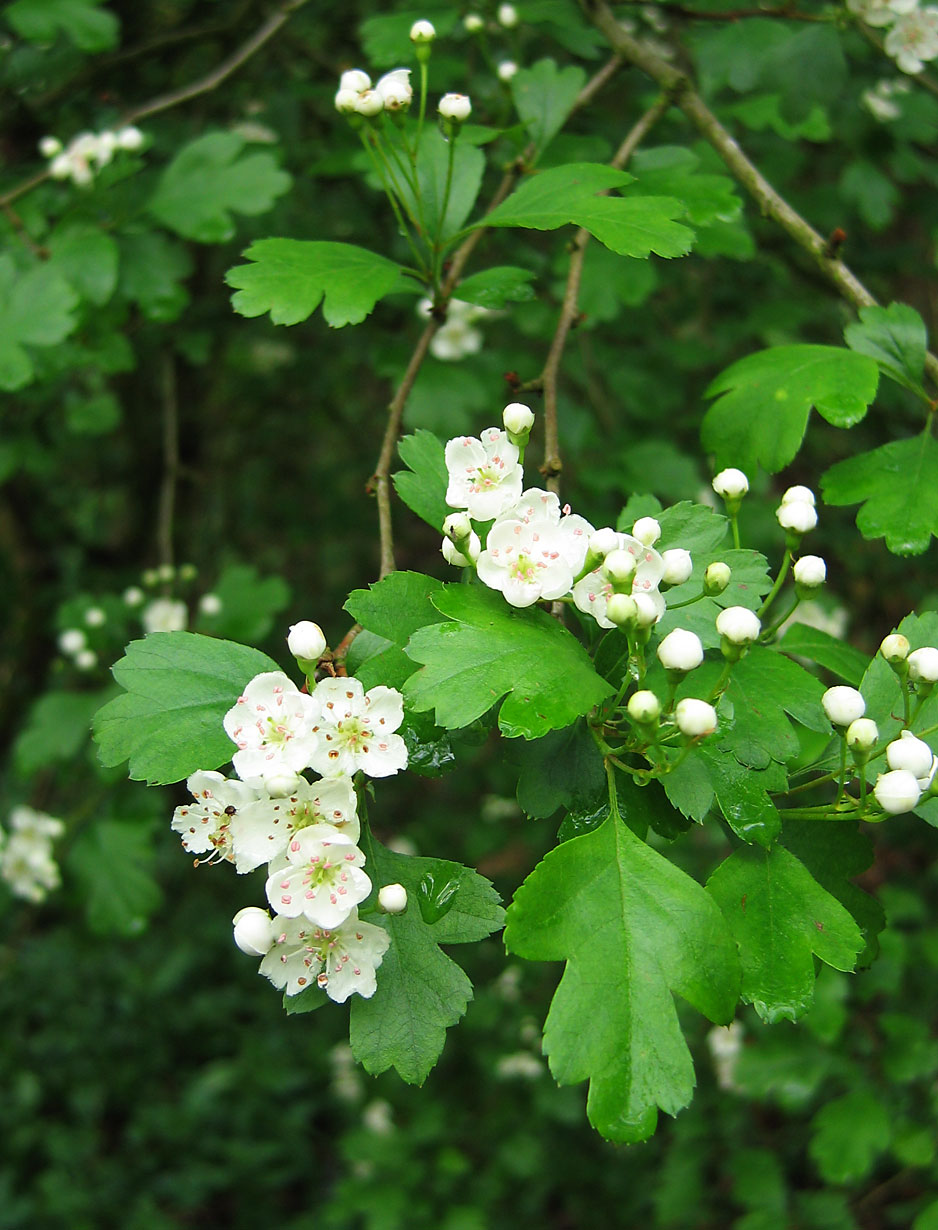
Hoa trong mùa xuân, có lẽ của giống lai C.laevigata x monogyna
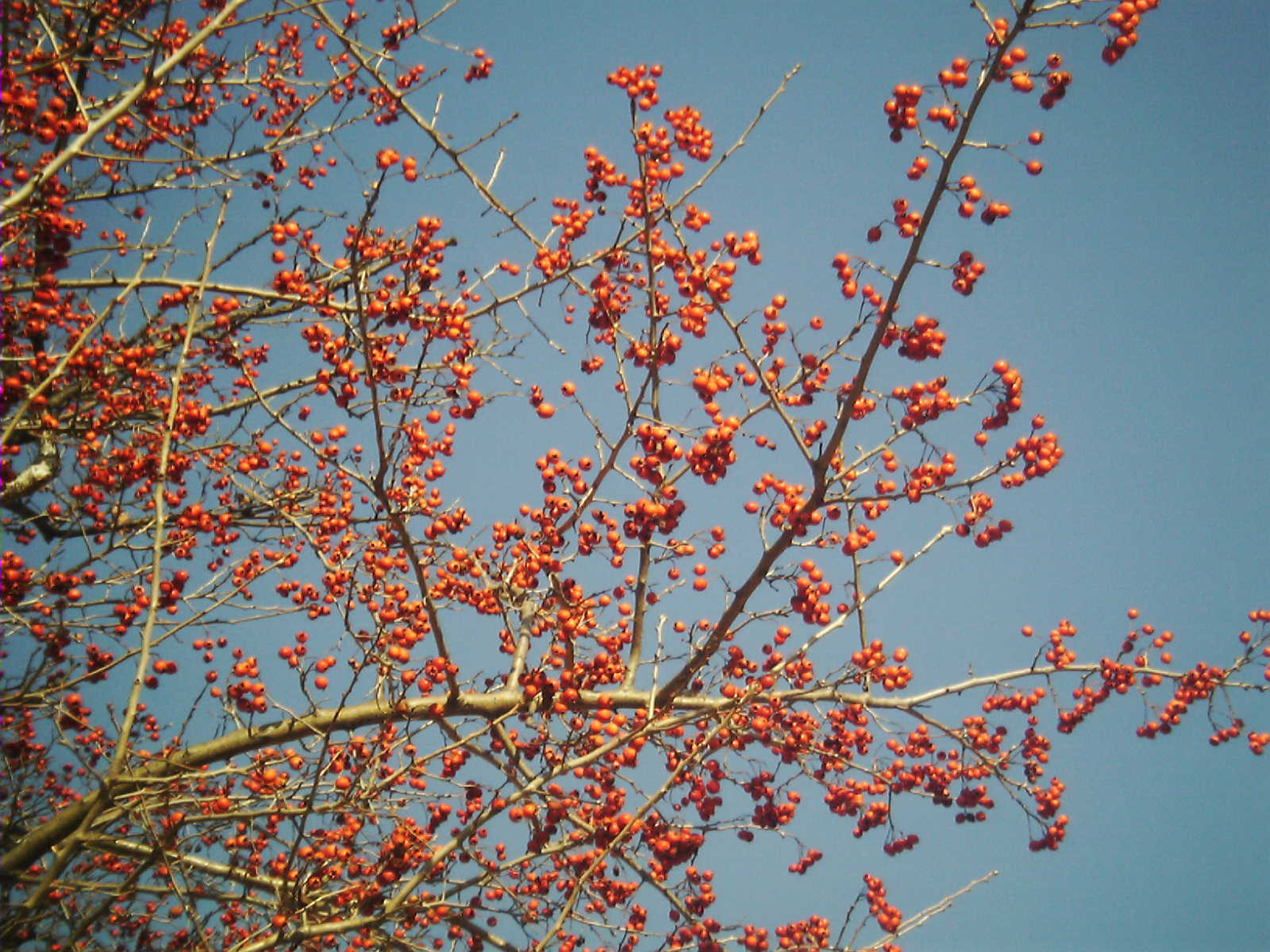
Quả của Crataegus pinnatifida
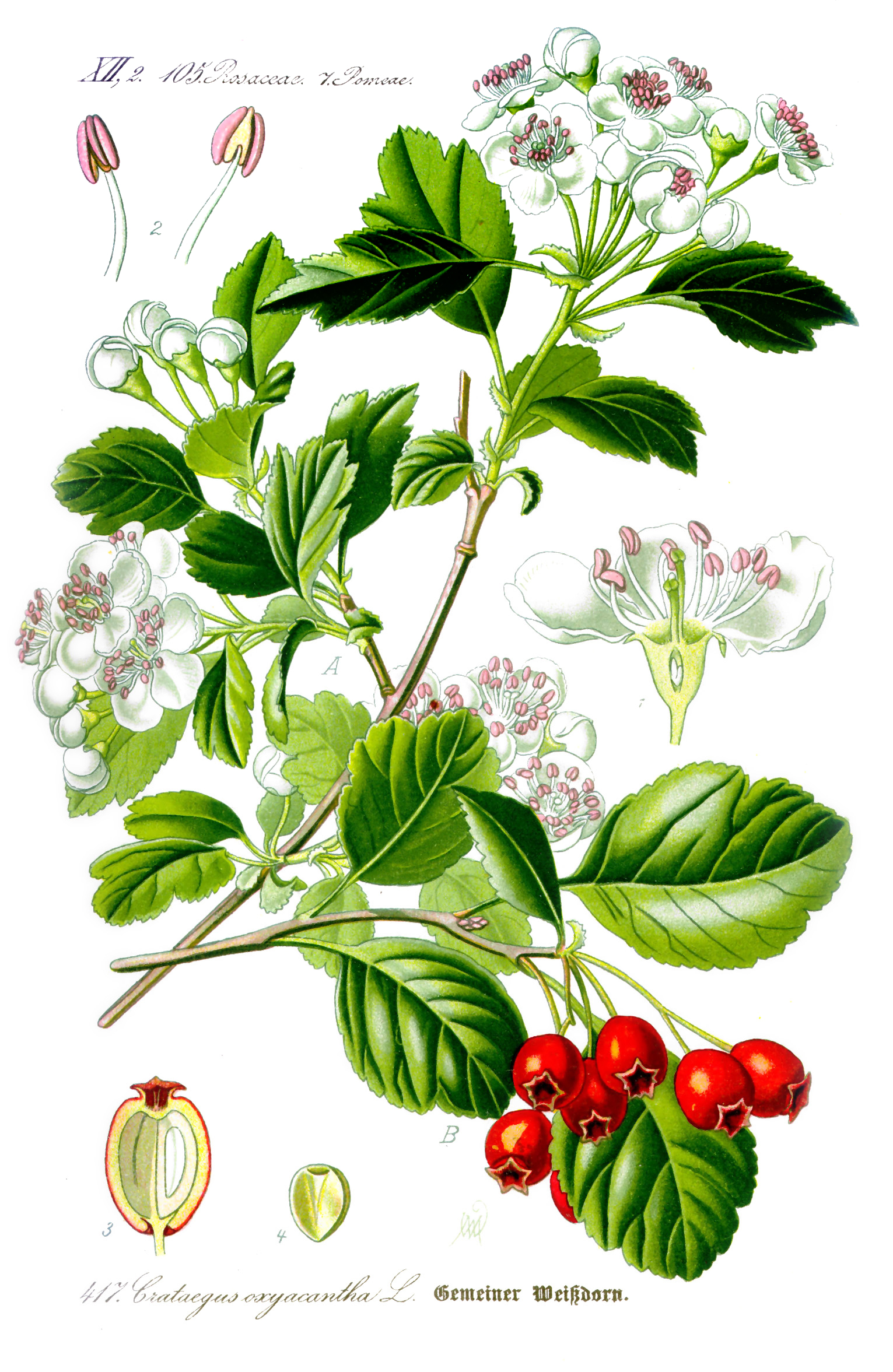
Hình mô tả của Crataegus laevigata